# اسلاوکو استویانوویچ
اسلاوکو استویانوویچ (کرواتی: Slavko Stojanović؛ ۱ ژوئن ۱۹۳۰ – ۳ دسامبر ۲۰۱۲) بازیکن فوتبال اهل یوگسلاوی بود.
از باشگاه‌هایی که در آن بازی کرده‌است می‌توان به باشگاه فوتبال اوسیک، باشگاه فوتبال رییکا، و باشگاه فوتبال پارتیزان اشاره کرد.
وی همچنین در تیم ملی فوتبال یوگسلاوی بازی کرده‌است.